# 1983 у кіно

## Фільми
- Дитячий сад
- Життя Берліоза
- Жінка і четверо її чоловіків
- Зоряні війни. Епізод VI. Повернення джедая
- Пригоди Шерлока Холмса і доктора Ватсона: Скарби Агри
- Помінятися місцями
- Проєкт «А»

### УРСР
- Вир

## Персоналії

### Народилися
- 21 лютого — Мелані Лоран, французька кіноакторка.
- 10 липня — Гольшіфте Фарахані, іранська акторка.
- 17 жовтня — Козіма Коппола[it], італійська кіноакторка і танцюристка.
- 19 жовтня — Ребекка Фергюсон, шведська кіноакторка, модель і кінопродюсерка.
- 15 листопада — Лаура Смет, французька кіноакторка.
- 18 листопада — Джулія Дюкорно, французька кінорежисерка та сценаристка.
- 30 листопада — Гійом Гуї, французький актор, режисер і сценарист.

### Померли
- 11 січня — Рошаль Григорій Львович, радянський кінорежисер.
- 21 січня — Маслюченко Варвара Олексіївна, українська акторка.
- 24 січня — Джордж К'юкор, американський кінорежисер і сценарист.
- 27 січня — Луї де Фюнес, французький актор.
- 31 січня — Петкер Борис Якович, радянський актор театру і кіно.
- 14 лютого — Владислав Красновецький, польський актор театру і кіно, режисер, педагог.
- 19 лютого — Еліс Вайт, американська кіноакторка.
- 2 квітня — П'єр Рішар-Вільм, французький актор театру і кіно (нар. 1895).
- 4 квітня:
  - Жаклін Логан, американська кіноакторка.
  - Глорія Свенсон, американська акторка.
- 11 квітня — Долорес дель Ріо, мексиканська акторка.
- 1 травня — Джозеф Руттенберг, американський кінооператор і фотожурналіст.
- 21 травня — Степанцов Борис Павлович, радянський режисер-мультиплікатор, художник, ілюстратор книг і діафільмів.
- 10 червня — Попов Андрій Олексійович, радянський російський актор театру і кіно, театральний режисер, викладач.
- 12 червня:
  - Норма Ширер, канадська та американська кіноакторка, модель, феміністка.
  - Алов Олександр Олександрович, радянський кінорежисер, сценарист (нар. 1923).
- 8 липня — Панкратьєв Олексій Олексійович, радянський, український кінооператор.
- 17 липня — Долідзе Сіко Віссаріонович, радянський кінорежисер, сценарист грузинського походження.
- 29 липня:
  - Луїс Бунюель, французький і мексиканський кінорежисер іспанського походження, лауреат премії «Оскар».
  - Дейвід Нівен, британський кіноактор, шотландець за походженням.
- 5 серпня — Татьянчук Людмила Минівна, радянська українська кіноакторка, режисерка.
- 22 серпня — Ласкін Борис Савелійович, радянський російський кіносценарист, поет, прозаїк, драматург.
- 28 серпня — Максимов Юрій Сергійович, радянський український актор.
- 30 серпня — Ханов Олександр Олександрович, радянський актор.
- 3 вересня — Еллі Ламбетті, грецька акторка.
- 8 вересня — Вікторов Річард Миколайович, радянський кінорежисер, сценарист (нар. 1929).
- 10 жовтня — Іудов Леонід Петрович, радянський актор театру та кіно (нар. 1914).
- 12 жовтня — Ральф Річардсон, англійський актор театру, кіно і телебачення.
- 14 жовтня — Сокирко Володимир Костянтинович, український актор.
- 18 листопада:
  - Марсель Даліо, французький актор (нар. 1899).
  - Монахов Володимир Васильович, російський радянський кіноактор, кінорежисер, кінооператор.
- 5 грудня — Роберт Олдріч, американський кінорежисер, сценарист і продюсер.
- 13 грудня — Яворський Фелікс Леонідович, радянський російський актор кіно.
- 16 грудня — Григорій Александров, радянський кінорежисер, актор, сценарист.